# Abu Dhabi National Oil Company
Abu Dhabi National Oil Company (ADNOC) — национальная нефтяная компания Абу-Даби. Штаб-квартира находится в городе Абу-Даби (ОАЭ).

## История
В 1935 году была создана компания Petroleum Development (Trucial States) Ltd. («Нефтедобыча в Договорном Омане», сокращённо PDTC). Компания представляла собой консорциум из британских и американских нефтяных компаний. В 1939 году она получила концессию на добычу нефти в эмиратах, в то время находившихся под британским протекторатом. По ряду причин поиски нефти начались только в 1950 году, а добыча и экспорт — в 1963 году. В этом же 1963 году PDTC была переименована в Abu Dhabi Petroleum Company (ADPC, Нефтяная компания Абу-Даби), поскольку поиски нефти в других эмиратах были прекращены.
Так как концессия не распространялась на континентальный шельф, на нём поиски нефти вела компания Abu Dhabi Marine Areas (ADMA), основанная в 1954 году. Она начала промышленную добычу в 1962 году. Abu Dhabi Marine Areas являлась совместным предприятием British Petroleum и Compagnie Française des Pétroles.
К 1970 году в Абу-Даби добывалось 254 млн баррелей нефти в год.
В 1971 году эмираты вышли из-под британского протектората и объединились в независимое государство Объединённые Арабские Эмираты. В этом же году была создана национальная нефтяная компания Abu Dhabi National Oil Company. В 1973 году она приобрела 25-процентные доли в ADPC и ADMA. Через год увеличила доли до 60 %, и они были переименованы в ADNOC Onshore и ADNOC Offshore соответственно. В 1972 году была создана National Drilling Company («Национальная бурильная компания», с 2017 года — ADNOC Drilling). В 1973 году была основана Abu Dhabi National Oil Company for Distribution (ADNOC Distribution, торговля нефтепродуктами), в 1975 году — танкерная компания Abu Dhabi National Tankers.
В 1977 году на острове Дас при участии иностранных партнёров был построен завод по производству сжиженного газа. В 1981 году начал работу нефтеперерабатывающий завод в Эр-Рувайсе.
В 2017 году было проведено первичное размещение акций ADNOC Distribution, в 2021 году — ADNOC Drilling.
4 августа 2023 года компания приобрела 30-процентную долю в газоконденсатном месторождении Абшерон.
В октябре 2024 года Abu Dhabi National Oil Company объявила о поглощении компании Covestro в сделке стоимостью 14,7 млрд евро.

## Деятельность
Компания контролирует 95 % запасов углеводородов ОАЭ. Страна занимает 6-е место в мире по запасам нефти и 7-е место по запасам природного газа.
Основные дочерние компании:
- ADNOC Onshore — наземная добыча нефти и газа; средний уровень добычи — 2 млн баррелей нефти и 200 м³ газа в сутки; работает с 1939 года; ADNOC (60 %), TotalEnergies (10 %), BP (10 %), CNPC (8 %), INPEX/JODCO (5 %), ZhenHua Oil (4 %) и GS Energy (3 %)[7].
- ADNOC Offshore — морская добыча нефти и газа с платформ и на намытых островах, работает с 1962 года; средний уровень добычи — 2 млн баррелей нефти и 62 млн м³ газа в сутки[8].
- ADNOC Drilling — крупнейшая бурильная компания на Ближнем Востоке по количеству бурильных установок (99); бурение на суше, в море и на намытых островах, строительство нефтедобывающих платформ; выручка за 2021 год составила 2,27 млрд долларов, 6532 сотрудника; 84 % акций принадлежит ADNOC, 5 % — Baker Hughes[9].
- Al Dhafra Petroleum — созданное в 2014 году совместное предприятие ADNOC (60 %) и Корейского национального нефтяного консорциума (40 %), состоящего из Korean National Oil Corporation и GS Energy; высокотехнологичная разработка труднодоступных месторождений[10].
- Al Yasat Petroleum — созданное в 2014 году совместное предприятие ADNOC (60 %) и China National Petroleum Corporation (40 %)[11].
- ADNOC Sour Gas — добыча природного газа с высоким содержанием серы; производит 36,2 млн м³ природного газа в сутки и 4,2 млн тонн серы в год; соасестное предприятие ADNOC (60 %) и Occidental Petroleum (40 %)[12].
- ADNOC Distribution — торговля нефтепродуктами; компания владеет сетью из 462 АЗС и 346 продуктовых магазинов во всех эмиратах ОАЭ, ещё 40 АЗС в Саудовской Аравии; из 20,9 млрд дирхамов ($5,70 млрд) выручки 70 % приходится на розничную торговлю, 25 % — на коммерческие организации, 5 % — на авиационное топливо[13].
- ADNOC Logistics and Services — транспортная компания; танкеры для транспортировки нефти и сжиженного газа, служебные суда для обслуживания нефтедобывающих платформ[14].
- ADNOC Gas Processing — переработка природного газа (227 млн м³ в сутки), основана в 1978 году, совместное предприятие ADNOC (68 %), Shell (15 %), TotalEnergies (15 %) и PPTEP (2 %)[15].
- ADNOC Global Trading — международная торговля нефтью и нефтепродуктами; совместное предприятие ADNOC (65 %), Eni (20 %) и OMV (15 %)[16]
- ADNOC Industrial Gas — производство жидких азота и кислорода; основана в 2007 году[17].
- ADNOC LNG — производство сжиженного газа, основана в 1973 году; совместное предприятие ADNOC (70 %), Mitsui & Co. (15 %), BP (10 %) и Total (5 %)[18].
- ADNOC Refining — нефтепереработка, производительность около 1 млн баррелей в сутки, в основном на четвёртом крупнейшем в мире НПЗ в Эр-Рувайсе; совместное предприятие ADNOC (65 %), Eni (20 %) и OMV (15 %)[19].
- ADNOC Trading — торговля нефтью, основана в 2020 году[20].
- Borouge — нефтехимический комплекс в Эр-Рувайсе (также производство готовых изделий в Шанхае); совместное предприятие ADNOC (60 %) и Borealis (40 %); 4,4 млн тонн в год полиэтилена, полипропилена и другой продукции, выручка 6,2 млрд долларов[21].
- Fertiglobe — созданный в 2019 году производитель азотных удобрений, совместное предприятие ADNOC и нидерландской компании OCI; предприятия в ОАЭ, Египте и Алжире; 5,1 млн тонн мочевины и 1,6 млн тонн аммиака в год[22].
- Abu Dhabi Crude Oil Pipeline LLC — оператор нефтепровода длиной 406 км, соединяющего нефтебазу в Абу-Даби с нефтеналивным терминалом Эль-Фуджайре[23].
- TA’ZIZ — строительство нового химического комплекса в Эр-Рувайсе стоимостью 3 млрд долларов[24].